# خوانيتو روبيلار
خوانيتو روبيلار مواليد 22 فبراير 1977 في الفلبين، هو ملاكم محترف فلبيني يصنف ضمن فئة وزن الذبابة.

## إحصائيات
خاض خلال مسيرته 69 نزالا، فاز في 48 وتعادل في 7 وخسر في 14. فاز بالضربة القاضية في 23 نزالا.

## روابط خارجية
- خوانيتو روبيلار على موقع بوكس ريك (الإنجليزية) (registration required)